# Sobresaturació
En química física, la sobresaturació es produeix en una solució quan la concentració d'un solut supera la concentració especificada pel valor de solubilitat a l'equilibri . Sovint el terme s'aplica a una solució d'un sòlid en un líquid, però també es pot aplicar a líquids i gasos dissolts en un líquid. Una solució sobresaturada es troba en un estat metaestable ; pot tornar a l'equilibri mitjançant la separació de l'excés de solut de la solució, per dilució de la solució afegint dissolvent o augmentant la solubilitat del solut en el dissolvent.

## Història

Solubilitat del Na_{2}SO_{4} en aigua en funció de la temperatura.

Els primers estudis del fenomen es van dur a terme amb sulfat de sodi, també conegut com a sal de Glauber perquè, inusualment, la solubilitat en aigua d'aquesta sal pot disminuir amb l'augment de la temperatura. Els primers estudis han estat resumits per Tomlinson. Es va demostrar que la cristal·lització d'una solució sobresaturada no prové simplement de la seva agitació (la creença anterior), sinó de la matèria sòlida que entra i actua com a lloc "inicial" per a la formació de cristalls, ara anomenats "llavors" (per a més informació, vegeu nucleació ). Ampliant això, Gay-Lussac va portar atenció a la cinemàtica dels ions de sal i les característiques del recipient que tenen un impacte en l'estat de sobresaturació. També va poder ampliar el nombre de sals amb les quals era possible obtenir una solució sobresaturada. Més tard, Henri Löwel va arribar a la conclusió que tant els nuclis de la solució com les parets del recipient tenen un efecte catalitzador sobre la solució, el qual provoca la cristal·lització. Explicar i proporcionar un model per a aquest fenomen ha estat una tasca assumida per les investigacions més recents. Désiré Gernez va contribuir a aquesta investigació descobrint que els nuclis han de ser de la mateixa sal que es cristal·litza per tal de promoure la cristal·lització.

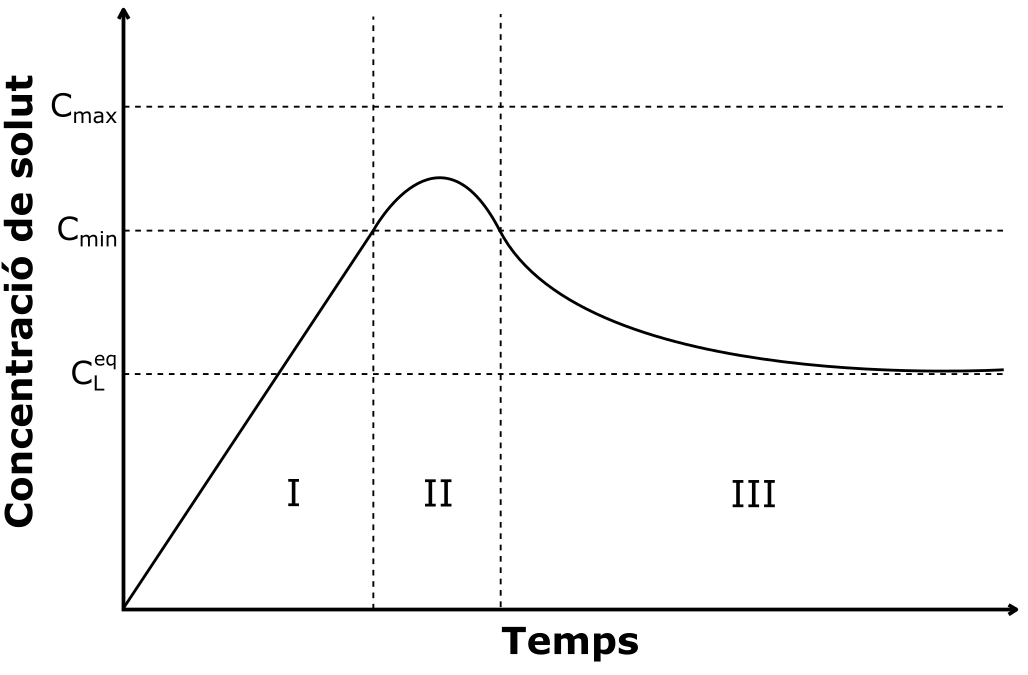
Evolució temporal de la concentració d'una dissolució quan rep un flux constant de solut, segons el model de LaMer.

El 1950, Victor K. LaMer va proposar una altra teoria per a la nucleació, en la qual descrivia la nucleació i el creixement dels nuclis de sofre en una solució en què una reacció química proporcionava un flux constant d'entrada de sofre molecularment dissolt. Aquesta teoria, però, no es limita a aquest cas específic i es pot generalitzar tal com es mostra al diagrama de LaMer que es proporciona a la segona figura d'aquesta secció.

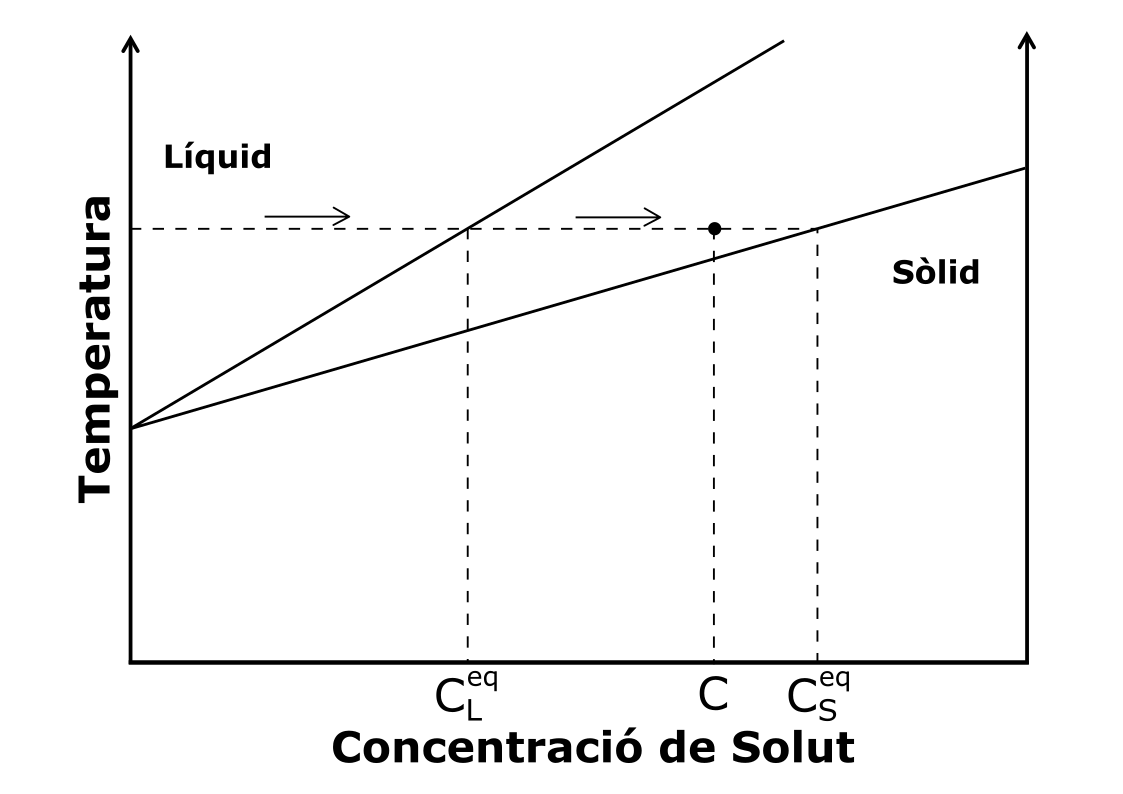
Dependència de la concentració d'equilibri (saturació) d'un solut amb la temperatura. La funció de l'esquerra representa l'equilibri entre un solució insaturada i una solució supersaturada, mentre que la funció de la dreta representa l'equilibri entre una solució supersaturada i un sòlid (en què el solut s'ha cristal·litzat completament). A una temperatura constant, s'hi afegeix solut a la dissolució, de manera que la seva concentració evoluciona seguint les fletxes. La solució esdevindrà saturada quan arribi a, i cristal·litzarà completament quan arribi a.

A la secció (I), la concentració de solut creix linealment a mesura que es forma (o s'afegeix) a la solució. En arribar {\displaystyle c_{L}^{eq}\,\!}, es saturarà, però no començarà a dipositar solut immediatament, sinó que continuarà absorbint-lo, esdevenint una dissolució sobresaturada.
A la secció (II), la concentració arriba a nivells crítics de saturació, {\displaystyle c_{min}\,\!}, quan els cristalls de solut comencen a nuclear. L'aparició de nuclis alleuja parcialment la sobresaturació, fent que la taxa de nucleació caigui gairebé immediatament a zero. El sistema arriba ràpidament a un equilibri entre el subministrament de solut i la seva taxa de consum per nucleació i creixement del precipitat, alentint l'augment de la seva concentració. Després d'assolir el pic, la corba disminueix a causa del consum creixent del solut per al creixement dels nuclis i torna a assolir el nivell crític de nucleació. {\displaystyle c_{min}\,\!}. Donades les condicions òptimes, introduint el solut a la solució de manera molt constant mentre es manté el sistema lliure de pertorbacions i llavors de nucleació, la concentració màxima que es pot aconseguir d'aquesta manera es defineix com {\displaystyle c_{max}\,\!} .
A la secció (III), la sobresaturació esdevé massa baixa com perquè es puguin formar més cristalls. Tanmateix, com la solució encara està sobresaturada, els cristalls existents creixen per difusió de solut. A mesura que passa el temps, la taxa de creixement del cristall s'iguala a la taxa de subministrament de solut, de manera que la concentració convergeix cap al valor de saturació. {\displaystyle c_{L}^{eq}\,\!} .

## Exemples

### Precipitat sòlid, dissolvent líquid

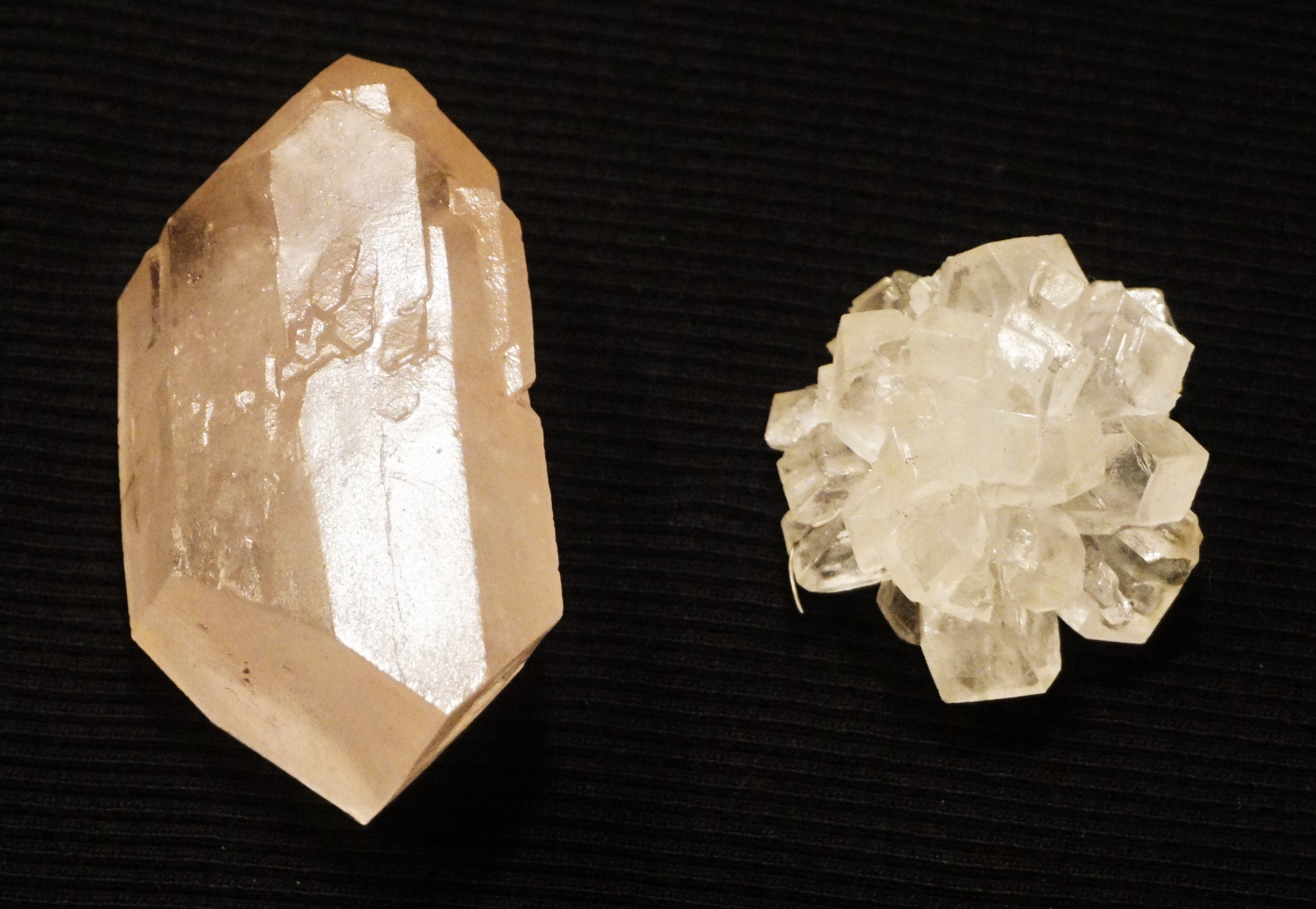
El sucre cristal·litzat (sucre candi) s'obté afegint una llavor de cristall a una solució sobresaturada de sucre i aigua. Els múltiples cristalls de la dreta es van cultivar a partir d'un cub de sucre, mentre que l'esquerra es va cultivar a partir d'una sola llavor agafada de la dreta. Es va afegir un colorant vermell a la solució per al cristall esquerre, però era insoluble amb el sucre sòlid i només en queden restes mentre la resta es precipitava.

Una solució d'un compost químic en un líquid quedarà sobresaturada quan es canvia la temperatura de la solució saturada . En la majoria dels casos, la solubilitat disminueix amb la disminució de la temperatura; en aquesta situació, l'excés de solut se separarà ràpidament de la solució en forma de cristalls o pols amorfa . En alguns casos es produeix l'efecte contrari. L'exemple del sulfat de sodi a l'aigua és ben conegut i per això es va utilitzar en els primers estudis de solubilitat.
La recristal·lització és un procés utilitzat per purificar compostos químics. S'escalfa una barreja del compost impur i el dissolvent fins que el compost s'ha dissolt. Si hi roman alguna impuresa sòlida, s'elimina per filtració . A continuació, quan la temperatura de la solució es baixa, es sobresatura i després el compost es cristal·litza fins que s'aconsegueix l'equilibri químic a la temperatura nova. Les impureses queden al líquid sobrenedant . En alguns casos, els cristalls no es formen ràpidament i la solució roman sobresaturada després del refredament. Això es deu al fet que hi ha una barrera termodinàmica per a la formació d'un cristall en un medi líquid. Normalment, això se supera afegint un petit cristal del compost solut que actua com a llavor a la solució sobresaturada. Un altre procés comú és fregar el costat del recipient de vidre que conté la solució amb una vareta per alliberar partícules de vidre microscòpiques que poden actuar com a centres de nucleació. A la indústria, la centrifugació s'utilitza per separar els cristalls del líquid sobrenedant.
Alguns compostos i mescles de compostos poden formar solucions sobresaturades de llarga vida. Els glúcids són una classe d'aquests compostos. La barrera termodinàmica per la formació de cristalls és bastant alta a causa dels seus enllaços d'hidrogen, extensos i irregulars, amb el dissolvent( aigua). Per exemple, tot i que la sacarosa es pot recristal·litzar fàcilment, el seu producte d'hidròlisi, conegut com a "sucre invertit" o "xarop d'or" és una barreja de glucosa i fructosa que existeix com un líquid viscós i sobresaturat. La mel clara conté glúcids que poden cristal·litzar durant un període de setmanes.
Es pot trobar sobresaturació quan s'intenta cristal·litzar una proteïna.

### Solut gasós, dissolvent líquid
La solubilitat d'un gas en un líquid augmenta amb l'augment de la pressió del gas. Quan es redueix la pressió externa, l'excés de gas s'escapa de la solució.
Les begudes gasoses s'elaboren sotmetent el líquid a diòxid de carboni sota pressió. En el xampany el CO2 es produeix de manera natural en l'etapa final de fermentació . Quan s'obre l'ampolla o la llauna s'allibera el gas en forma de bombolles.
L'alliberament de gas de teixits sobresaturats pot fer que un bussejador pateixi síndrome de descompressió quan torna a la superfície. Això pot ser fatal si el gas alliberat obstrueix les vies crítiques de subministrament de sang, causant isquèmia als teixits vitals.
Els gasos dissolts es poden alliberar durant l'exploració de petroli quan s'hi produeix un impacte a la roca. Això es produeix perquè l'oli de la roca petroliera està sota la pressió considerable de la roca que la cobreix, el que permet que el petroli estigui sobresaturat respecte als gasos dissolts.

### Formació de líquid a partir d'una barreja de gasos
Un xàfec és una forma extrema de producció d'aigua líquida a partir d'una barreja sobresaturada d'aire i vapor d'aigua a l'atmosfera. La sobresaturació en la fase de vapor està relacionada amb la tensió superficial dels líquids mitjançant l'equació de Kelvin, l'efecte Gibbs-Thomson i l'efecte Poynting .
L'Associació Internacional per a les Propietats de l'Aigua i el Vapor (IAPWS) proporciona una equació especial per a l'energia lliure de Gibbs a la regió de vapor metaestable de l'aigua a la seva publicació revisada sobre la Revised Release on the IAPWS Industrial Formulation 1997 for the Thermodynamic Properties of Water and Steam. Totes les propietats termodinàmiques de la regió de vapor metaestable de l'aigua es poden derivar d'aquesta equació mitjançant les relacions adequades de propietats termodinàmiques amb l'energia lliure de Gibbs.

## Mesura
Quan es mesura la concentració d'un solut en una mescla líquida o gasosa sobresaturada, és obvi que la pressió dins de la cubeta pot ser més gran que la pressió ambiental. Quan això sigui així s'ha d'utilitzar una cubeta especialitzada. L'elecció de la tècnica analítica a utilitzar dependrà de les característiques de l'analit.

## Aplicacions
Les característiques de la sobresaturació tenen aplicacions pràctiques en farmacèutica . En crear una solució sobresaturada d'un determinat fàrmac, es pot ingerir en forma líquida. El fàrmac es pot portar a un estat sobresaturat mitjançant qualsevol mecanisme normal i després evitar que es precipiti afegint inhibidors de precipitació. Els medicaments d'aquest tipus s'anomenen "supersaturating drug delivery systems " o "SDDS". El consum oral d'un fàrmac en aquesta forma és senzill i permet mesurar dosis molt precises. Principalment, proporciona un mitjà perquè els fàrmacs amb una solubilitat molt baixa es transformin en solucions aquoses .  A més, alguns fàrmacs poden patir una sobresaturació dins del cos tot i ser ingerits en forma cristal·lina. Aquest fenomen es coneix com asobresaturació in vivo .
La identificació de solucions sobresaturades es pot utilitzar com a eina per als ecòlegs marins per estudiar l'activitat dels organismes i poblacions. Els organismes fotosintètics alliberen gas O2 a l'aigua. Així, una àrea de l'oceà sobresaturada amb O2 es pot relacionar amb una rica activitat fotosintètica. Tot i que una mica d'O2 es trobarà naturalment a l'oceà a causa de propietats físico-químiques senzilles, més del 70% de tot el gas d'oxigen que es troba a les regions sobresaturades es pot atribuir a l'activitat fotosintètica.
La sobresaturació en fase de vapor sol estar present en el procés d'expansió amb toveres que operen amb vapor sobreescalfat a l'entrada, el qual passa a l'estat saturat a la sortida. Per tant, la sobresaturació és un factor important a tenir en compte en el disseny de turbines de vapor, ja que això fa que un flux massiu real de vapor a través de la tovera sigui d'un 1 a un 3% més gran que el valor calculat teòricament que s'esperaria si el vapor en expansió patís un procés adiabàtic reversible a través dels estats d'equilibri. En aquests casos la sobresaturació es produeix perquè el procés d'expansió té lloc tan ràpidament i en tan poc temps que el vapor en expansió no pot arribar al seu estat d'equilibri durant el procés, comportant-se com si estigués sobreescalfat . Per tant, la determinació de la relació d'expansió, rellevant per al càlcul del cabal de massa a través de la tovera, s'ha de fer utilitzant un coeficient de dilatació adiabàtica d'aproximadament 1.3, com el del vapor sobreescalfat, en lloc de 1.135, que és el valor que s'hauria d'utilitzar per a una expansió adiabàtica quasi estàtica a la regió saturada.
L'estudi de la sobresaturació també és rellevant per als estudis atmosfèrics. Des de la dècada de 1940 es coneix la presència de sobresaturació a l'atmosfera . Quan l'aigua està sobresaturada a la troposfera, s'observa freqüentment la formació de cristalls de gel. En estat de saturació, les partícules d'aigua no formen gel en condicions troposfèriques. No n'hi ha prou amb què les molècules d'aigua formin una xarxa de gel a pressions de saturació; requereixen una superfície per condensar-se o conglomeracions de molècules d'aigua líquida per congelar-se. Per aquests motius, les humitats relatives a la superfície del gel a l'atmosfera es poden trobar per sobre del 100%, el que significa que s'ha produït una sobresaturació. En realitat, la sobresaturació d'aigua és molt freqüent a la troposfera superior i es produeix entre el 20% i el 40% del temps. Això es pot determinar mitjançant dades de satèl·lit de l'Atmospheric Infrared Sounder.